# جشنة الصحراء

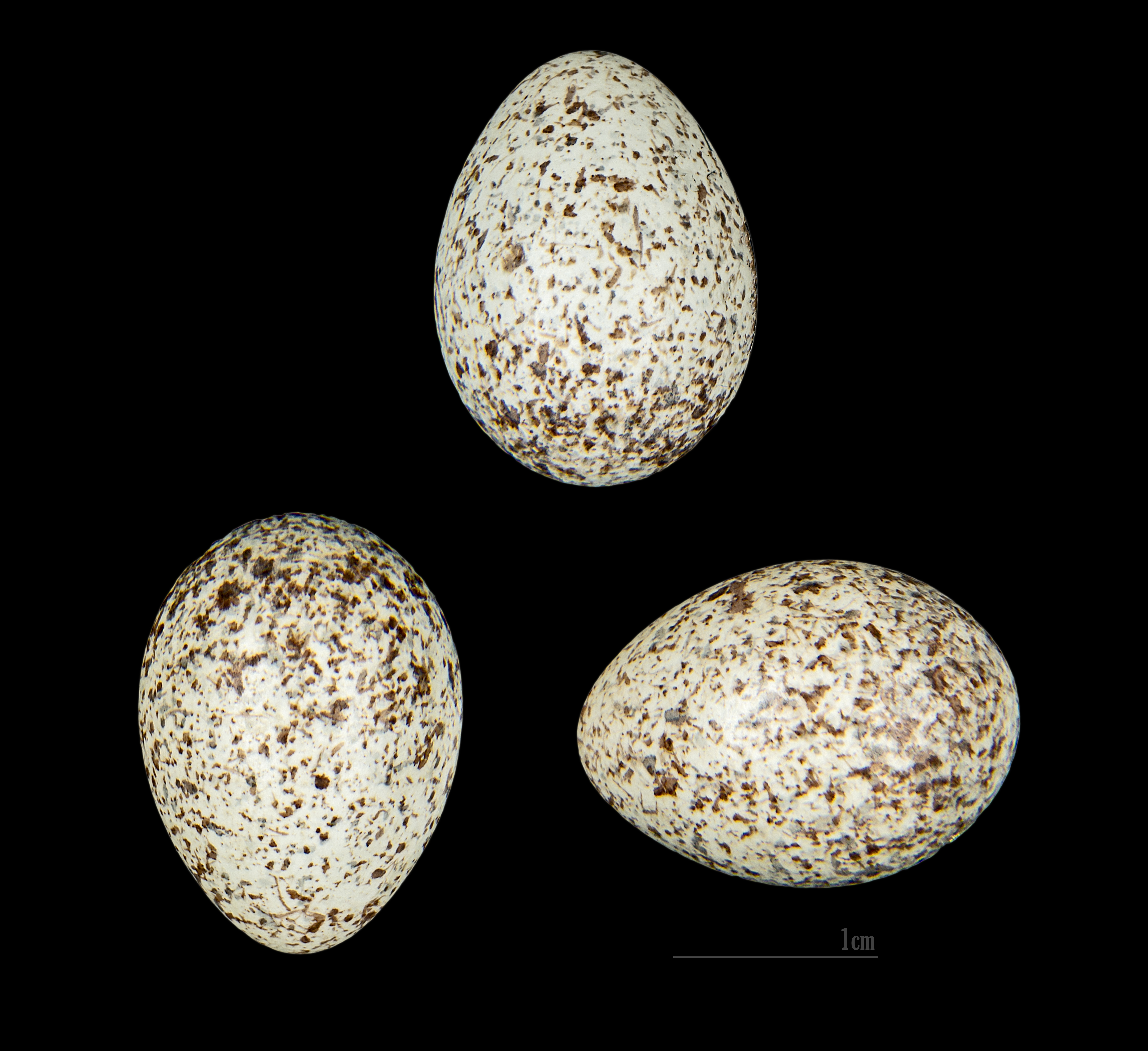
Anthus campestris

جشنة الصحراء أو أبو فصية الصحراء (الاسم العلمي: Anthus campestris) (بالإنجليزية: Tawny Pipit)‏ هو طائر متوسط إلى كبير الحجم من الجواثم ينتمي ل التمرة وأم عجلان (فصيلة: Motacillidae).